# TV 고치
TV 고치는 1970년 4월 1일 고치현의 2번째 민영방송국으로 개국했다.
약칭은 KUTV, 콜사인은 JORI-DTV이다.

## 연혁
- 1970년 4월 1일 개국.
- 2006년 8월 4일 지상파 디지털 텔레비전 시험 방송 개시.
- 2006년 10월 1일 지상파 디지털 텔레비전 방송본방송을 개시.
- 2011년 7월 24일 지상파 아날로그 텔레비전 방송 종료.

## 네트워크 변천사
- 1970년 4월 1일 후지 텔레비전 계열국으로 개국하려 했지만 도쿄 방송 계열국으로서 개국하였으며 고치 방송과 달라 정식으로 JNN에 가맹했고 후지 텔레비전 프로그램은 일부 프로그램만 방송한다. 그리고 NET-TV(지금의 TV 아사히)프로그램도 방송되고 있었다.
- 1975년 3월 31일 간사이 지역 네트워크 준 중심방송국 네트워크 교환으로 마이니치 방송제작 프로그램이 방송되기 시작하나 일부 아사히 방송 제작 프로그램은 고치 방송과 병행해 방송한 프로그램도 있다.
- 1997년 4월 1일 고치 산산 TV 개국에 의해 후지 텔레비전 프로그램이 중단되었다. 현재는 도쿄 방송 완전가맹국이나 고치 방송과 같이 프로그램 판매 형태로 TV 아사히 프로그램을 계속 방송하고 있다.

## 보충서술
- 원래는 후지 텔레비전 계열국으로 개국하려고 했으나 방송국 설립에 관여했던 간사이 TV 방송이 방송국 경영권을 장악하려 한 일과 고치현에 JNN계열국이 없었던 것에 의해 도쿄 방송계열 방송국으로 개국했다.
- 요미우리 신문이나 아사히 신문과의 관계가 더 깊다.

## 고치현에 있는 다른 텔레비전·라디오 방송국
- NHK 고치 방송국
- 고치 방송(RKC)(TV는 니혼 TV 계열, 라디오는 JRN&NRN계열)
- 고치 산산 TV(KSS)(후지 TV 계열)
- FM고치(JFN 계열)